# USS Paul Hamilton (DD-307)
USS Paul Hamilton (DD-307) – amerykański niszczyciel typu Clemson będący w służbie United States Navy w okresie po I wojnie światowej. Patronem okrętu był Paul Hamilton.
Okręt został zwodowany 21 lutego 1919 w stoczni Bethlehem Shipbuilding Corporation w San Francisco, matką chrzestną była Justin McGrath. Jednostka weszła do służby 24 września 1920, pierwszym dowódcą został Lieutenant Commander J. F. McClain.
Po przejściu prób w pobliżu Kalifornii "Paul Hamilton" został przydzielony do 34 Dywizjonu 6 Eskadry 2 Flotylli Pacyficznych Sił Niszczycieli i Krążowników (ang. Division Thirty-three, Squadron Six, Flotilla Two of the Cruiser-Destroyer Force Pacific). Bazował w San Diego. Pełnił służbę w Battle Fleet od 1920 do początku 1930. 
Okręt został wycofany ze służby 20 stycznia 1930 i zezłomowany w 1931.